# Independiente Neuquén
Club Atlético Independiente de Neuquén – argentyński klub piłkarski z siedzibą w Neuquén, stolicy prowincji Neuquén.

## Osiągnięcia
Mistrz Liga de Fútbol del Neuquen (9): 1981, 1983, 1987, 1988, 1992, 1994, 1996 Apertura, 1997 Apertura, 2001

## Historia
Klub założony został 27 lutego 1921 roku i gra obecnie w czwartej lidze argentyńskiej Torneo Argentino B.